# Evropská dohoda o mezinárodní silniční přepravě nebezpečných věcí
Dohoda o silniční přepravě nebezpečných věcí (ADR z francouzského Accord relatif au transport international des marchandises Dangereuses par Route) ukládá podmínky přepravy nebezpečného nákladu. Dohoda ADR vznikla v roce 1957 v Ženevě a ČSSR k ní přistoupila v roce 1987. Upravuje za jakých podmínek je možno zboží přepravovat, bezpečnostní normy apod. Rozděluje zboží podle tříd nebezpečnosti. Podobnou dohodou je RID – dohoda o přepravě nebezpečných věcí po železnici nebo ADN – Přeprava nebezpečných věcí po vnitrozemských vodních cestách. K její aktualizaci dochází každý lichý rok. Od roku 2021 je označena jako Dohoda o mezinárodní silniční přepravě nebezpečných věcí, protože se za posledních 20 let rozšířila o další země mimo území Evropy.

## Základní pojmy
Nebezpečné věci (NV) jsou nebezpečné předměty, pro jejichž vlastnosti (hořlavost, žíravost, výbušnost a další) může být jejich přepravou ohrožena bezpečnost osob, majetku a životního prostředí.

## Obsah dohody
Stanovuje a třídí nebezpečné látky a předměty podle jejich nebezpečných vlastností, stanovuje podmínky pro jejich přepravu, balení a značení a předepisuje používání a vyplňování stanovených průvodních dokladů. Stanovuje požadavky na zabalení kusu, typ a zkoušení obalu, zápisy do přepravních dokladů, dopravní prostředky včetně technických požadavků na vozidlo podle jednotlivých tříd a dále ustanovuje další pravidla jako omezení množství přepravovaných věcí, dozor nad nimi, způsob stání a parkování v noci atd.

## Členské státy
Albánie, Andorra, Ázerbájdžán, Belgie, Bělorusko, Bosna a Hercegovina, Bulharsko, Česko, Černá Hora, Dánsko, Estonsko, Finsko, Francie, Chorvatsko, Irsko, Itálie, Kazachstán, Kypr, Lichtenštejnsko, Litva, Lotyšsko, Lucembursko, Maďarsko, Malta, Maroko, Moldavsko, Německo, Nizozemsko, Norsko, Polsko, Portugalsko, Rakousko, Rumunsko, Rusko, Řecko, Severní Makedonie, Slovensko, Slovinsko, Spojené království, Srbsko, Španělsko, Švédsko, Švýcarsko, Tunisko, Turecko a Ukrajina.

## Podmínky pro přepravu NV silniční dopravou
1. Silniční dopravou je dovoleno přepravovat pouze NV vymezené mezinárodní dohodou ADR.
2. Zvláště nebezpečné věci lze přepravovat pouze na základě povolení ministerstva dopravy (neplatí pro ozbrojené síly)
3. Pro přepravu jaderných materiálů je třeba souhlasu Státního úřadu pro jadernou bezpečnost

## Doklady k přepravě ADR

### Přepravní doklad
Obsahuje údaje předepsané ADR pro přepravní doklad, např.: pojmenování a identifikační číslo látky – UN číslo, oficiální pojmenování, příp. technický název látky, obalovou skupinu, čísla vzorů bezpečnostních značek, kód omezení pro tunely, dále odesílatel, příjemce atd. Údaje musí být napsány v jazyce odesílatele a není-li tímto jazykem angličtina, němčina nebo francouzština, též anglicky, německy nebo francouzsky (toto ustanovení platí pouze pro mezinárodní přepravu).

### Písemné pokyny dle ADR
Jeden výtisk musí být v kabině řidiče. Musí být podle novely ADR 2011 napsány v jazyce, kterému rozumí řidič. Pokyny pro případ nehody zajišťuje dopravce a jsou jednotné pro všechny členské státy. Pokyny obsahují vzory bezpečnostních značek, hlavní nebezpečí a způsob ochrany před tímto nebezpečím.

### Další doklady
(např. cisternová přeprava)
- osvědčení o schválení vozidla
- osvědčení o školení řidiče

## Výbava vozidla
Pro každé vozidlo zakládací klín, jehož rozměry odpovídají hmotnosti vozidla a průměru jeho kol, dva stojací výstražné prostředky, kapalina na výplach očí.
Pro každého člena osádky vozidla: výstražnou vestu (např. jak je popsána v EN 471 standard), přenosnou svítilnu, jeden pár ochranných rukavic a ochranu očí (např. ochranné brýle).
Dodatečná výbava potřebná pouze pro vybrané třídy: nouzová úniková maska pro každého člena osádky musí být ve výbavě vozidla pro při přepravě nákladu označeného bezpečnostními značkami 2.3 nebo 6.1; lopata ; kryt kanalizace ; sběrná nádoba vyrobená z plastu.
Výbava dopravní jednotky práškovými hasicími přístroji: 1 ks 2 kg hasicí přístroj práškový a 1 ks 6 kg hasicí přístroj práškový (v případě vozidel do 3,5 t celk. hmotnosti – 1 ks hasicí přístroj práškový 2 kg; v případě dopravních jednotek s hmotností nad 7,5 t – 2 ks hasicího přístroje 6 kg).

## Označení vozidel
Označení vozidel pomocí oranžové tabulky (oranžový obdélník 40x30 cm orámovaný černým proužkem o síle 1,5 cm), nebo pomocí bezpečnostní značky – čtverec postavený na vrchol různých barev podle třídy nebezpečnosti s piktogramem znázorňujícím nebezpečnost látky.

## Identifikační čísla NV
Identifikační čísla NV se dělí na identifikační čísla nebezpečnosti a na identifikační číslo látky.

## Přehled tříd ADR
1. Výbušné látky a předměty – např. dynamit, zábavní pyrotechnika nebo střelivo
2. Plyny 2.1 Hořlavé plyny – např. vodík nebo acetylen 2.2 Nehořlavé plyny vč. kryogenních plynů a kapalin – např. dusík či neon 2.3 Jedovaté plyny, které mohou při vdechnutí způsobit vážná zranění až smrt – např. chlór, kyanovodík nebo fluor
3. Hořlavé kapaliny – zahrnuje velmi běžná ale i velmi nebezpečná paliva, jako je např. benzín, nafta či petrolej
4. Hořlavé tuhé látky
  - 4.1 Hořlavé tuhé látky, samovolně se rozkládající látky, polymerizující látky a znecitlivělé výbušniny např. sirník železnatý, některé druhy dřevního prachu nebo nitrátové sloučeniny
  - 4.2 Samozápalné látky – látky, které se mohou samovolně zapálit při styku s kyslíkem nebo vzdušnou vlhkostí, např. fosfor
  - 4.3 Látky, které ve styku s vodou vytvářejí hořlavé plyny
5. Látky podporující hoření
  - 5.1 Látky podporující hoření – látky, které mohou zintenzivnit hoření jiných materiálů, např. kyslíkaté sloučeniny, chloristan amonný nebo peroxid vodíku.
  - 5.2 Organické peroxidy – látky obsahující peroxidovou skupinu, které mohou být nebezpečné při zahřátí, nárazu nebo tření, např. peroxid benzoylu nebo dimetylperoxid.
6. Toxické a infekční látky
  - 6.1 Toxické látky – jedy, látky škodlivé lidskému zdraví (např. kyanid draselný, chlorid rtuťnatý či pesticidy)
  - 6.2 Infekční látky – biologické nebezpečí (např. nakažlivé materiály, virové kultury, použité jehly atd.)
7. Radioaktivní látky – Látky, které vyzařují ionizující záření a mohou mít vážné zdravotní následky, jako jsou různé formy uranu, plutonia nebo radon.
8. Žíravé látky –  Látky, které mohou rozpouštět organická vlákna nebo silně zkorodovat některé kovy (např. kyselina sírová, kyselina chlorovodíková, hydroxid draselný nebo hydroxid sodný)
9. Jiné nebezpečné látky a předměty